# Giovanni Cinqui
Giovanni Cinqui (Scarperia, 9 avril 1667 - 29 décembre 1743) est un peintre italien qui fut actif à la fin du XVIIe et au début du XVIIIe siècle.

## Biographie
Giovanni Cinqui, suiveur de Pier Dandini, a décoré à fresque la Villa Medicea dell'Ambrogiana, sur commande de Cosme III de Médicis, de la Vie du Christ, de la Vierge, de saint Jean Baptiste, ainsi que  le Palazzo di Gino Capponi (it) à Florence et l’oratoire de la Villa Medicea di Lilliano (1703).
Il réalisa aussi des tableaux pour la cour royale d'Espagne, qui, malheureusement, furent perdus pendant le voyage.